# Leila Wandeler
Leila Wandeler, född den 11 april 2006 i Fribourg, är en schweizisk fotbollsspelare.

## Karriär
Leila Wandeler inledde sin seniorkarriär i Olympique Lyonnais år 2024. Hon har även representerat det schweiziska damlandslaget där hon debuterade år 2025.